# Костолиште

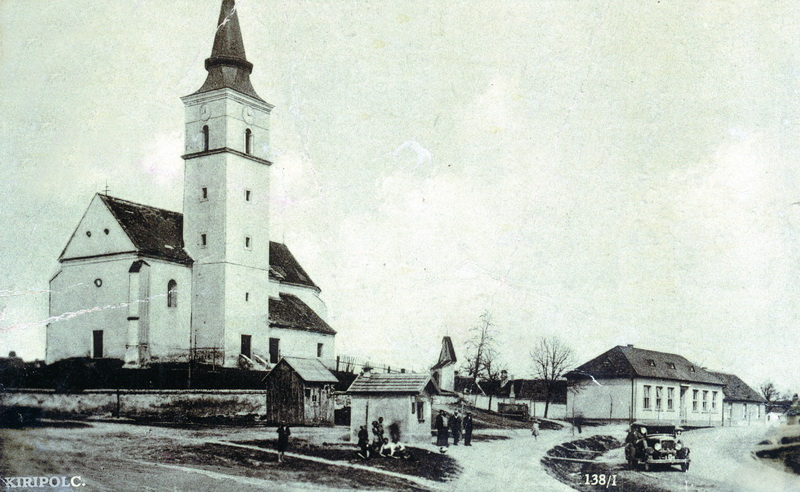
Церковь Костолиште на архивной фотографии

Костолиште (словац. Kostolište) — деревня района Малацки, Братиславского края, Словакии.
Расположена в 1 км к западу от районного центра Малацки, посередине Загорской низменности.
Население — 1206 человека (2011).

## История
Археологи нашли здесь стоянку поселения людей, относящуюся к эпохе бронзы.
В 1963 году, жители деревни и народный художник Мартин Бенко обратились с просьбой к правительству вернуть населенному пункту прежнее название Кириполец, но власти ЧССР не дали на это согласия, утверждая, что нынешнее название является наиболее подходящим переводом исторического названия поселения, существовавшего со времен Великой Моравии. Кроме того, нынешнее название деревни означает "место древней церкви", изображение которой красуется на гербе Костолиште.

## Население
| Год:                | 1994 | 2004     | 2014     | 2024     |
| ------------------- | ---- | -------- | -------- | -------- |
| Количество человек: | 853  | 1034     | 1340     | 2344     |
| Разница:            |      | +21,21 % | +29,59 % | +74,92 % |

## Известные уроженцы
- Бенка, Мартин (1888—1971) — словацкий художник, график и иллюстратор. Народный художник ЧССР. Лауреат Государственных премий Чехословакии и ЧССР. Один из создателей словацкой школы живописи XX века.